# Les Liens du cœur (telenovela)
Pour les articles homonymes, voir Les Liens du cœur.
Les liens du cœur (Vivir de amor) est une telenovela mexicaine produite par Televisa et diffusée entre le 29 janvier 2024 et le 26 juillet 2024 sur Las Estrellas.
En France d'outre-mer, elle est diffusée depuis le 28 mars 2025 sur le réseau Outre-mer La Première.

## Synopsis
Il y a 20 ans, la famille Olmo subissait l'enlèvement de leur fille Frida (Gala Montes). Le père de la jeune fille meurt face à des criminels. La police ne parvient pas à retrouver la mineure et la considère comme morte, ignorent qu'elle a réussi à s'échapper et croise le chemin d'Alma (Magda Karina) et d'Antonio (Francisco Gattorno) qui viennent d'enterrer leur fille Rebeca. Face à la profonde douleur de leur perte, ils décident de rester avec Frida et de la faire passer pour Rebeca, leur fille décédée.
Rebeca grandit dans un environnement humble qu'elle déteste et après avoir appris sa véritable origine décida de se venger de sa famille de sang pensant qu'ils l'ont abandonnée à son sort. Sa colère se concentre sur sa sœur Angelli (Kimberly Dos Ramos) qu'elle envie d'avoir eu une vie avec tout le luxe qui lui manquait et qui vient également d'annoncer ses fiançailles avec le riche et séduisant homme d'affaires José Emilio Aranda Rivero Cuéllar (Emmanuel Palomarès).
Don Emilio (Eric del Castillo), le patriarche de la famille Rivero Cuéllar, est victime d'un accident vasculaire cérébral lorsqu'il découvre que son petit-fils Misael (Joshua Gutiérrez) commet une fraude de plusieurs millions de dollars sur l'entreprise et que José Emilio doit la sauver de la faillite.
Le mal de Rebeca et Misael affrontera la noblesse et le caractère juste de José Emilio et Angelli qui devront se battre le cœur dans les mains pour défendre leur amour et combattre avec la vérité les mensonges qui menacent de les détruire.

## Fiche technique
- Titre original : Vivir de amor
- Titre français : Les liens du cœur
- Création : Katia Rodríguez Estrada et Doménica Tarello d'après Liens de sang
- Réalisation : Fernando Nesme et Sandra Schiffner
- Scénario : Enna Márquez, Alberto Aridjis, Carolina Mejía Lartilleux, Guillermo Quezada, José Enrique Jiménez et Gabriela Maya Crúz
  - Développement : Diego Lascuraín, Esperanza Carmona, Carlos Ferreira et Andrea Hernández
- Musique : Miguel Bosé et Juan Carlos Calderón
- Production : Laura Mezta Cordero
  - Production exécutive : Salvador Mejía Alejandre
- Société de production : Televisa
- Société de distribution : Televisa Internacional

- Pays :   Mexique
- Langue : espagnol
- Format : Couleur - HDTV 1080i - 16/9 - Son stéréophonique
- Genre : telenovela
- Durée : 60 minutes
- Dates de première diffusion :
  - Mexique : 29 janvier 2024 sur Las Estrellas
  - France : 28 mars 2025 sur La 1ère

## Distribution
- Kimberly Dos Ramos : Angelli del Olmo Sandoval
- Gala Montes : Rebeca Sánchez Trejo / Frida del Olmo Sandoval
- Emmanuel Palomares : José Emilio Aranda Rivero Cuéllar
- Juan Diego Covarrubias : Luciano Garza Treviño
- Josh Gutiérrez : Misael Rivero Cuéllar
- Eugenia Cauduro : Cristina Pastrana Rivero Cuéllar
- René Strickler : Adolfo Pastrana
- Bárbara Islas : Doris Mendoza
- Gabriela Spanic : Mónica Rivero Cuéllar
- Mariluz Bermúdez : Fátima Aranda Rivero Cuéllar
- Amairani : Elena Sandoval del Olmo
- Magda Karina : Alma Trejo
- Isadora González : Gildarda "Gi" Corcuera
- Isabel Madow : Wanda Carmín
- Mauricio Aspe : Armando Cienfuegos
- Malillany Marín : Jimena Díaz
- Adanely Núñez : Guadalupe Méndez Trejo
- Roberto Romano : Bruno Fonseca
- Mauricio García Muela :  Iker Beltrán
- Krizia Preciado : Romina Castillo
- Marco León : Sebastián Briseño del Olmo
- Patricio José : Renato Esquivel
- Mirta Renée : Marisa García
- Fidel Zizumbo : Santiago del Olmo Sandoval
- Renata Chacón : Matilde Garza Castillo
- Alessio Valentini : Lucas Farías Méndez
- Mateo Camacho : Gabriel Álvarez
- Paola Hasany : Sandra Fernández
- Leo Casta : Brayan Maldonado
- Orlando Santana : Memo
- Emilio Palacios : Ramiro López
- Yael Fernández : Axel
- André Sebastián : Pedrito
- Regis : Loli García
- Emi Ducoing : Javier Garza Castillo
- Alessandro Islas : David
- Eric del Castillo : Emilio Rivero Cuéllar
- Christian de la Campa : Ulises del Olmo
- Josselyn Garciglia : Dulce Aranda Rivero Cuéllar
- Francisco Gattorno : Antonio Sánchez
- Enrique Montaño : Luis Farias
- Perla Corona : Agent Corral
- Manuel Riguezza : Carmelo Jiménez
- Marcelo Buquet : Mauricio
- Milia Nader : La Pinky

## Identité visuelle et sonore

### Logo

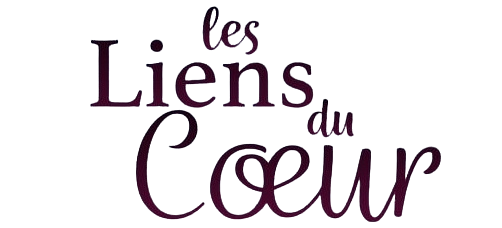
Logo de Les liens du cœur (La 1ère)
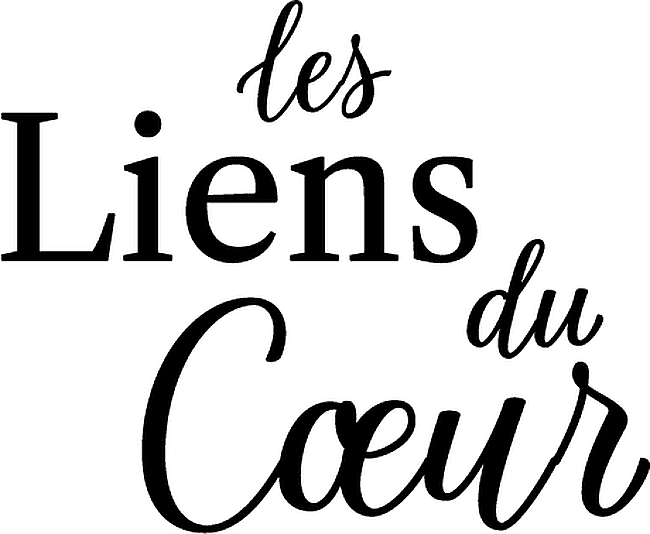
Logo de Les liens du cœur (La 1ère)

## Production

### Développement
Le 31 août 2023, il a été annoncé que Salvador Mejía Alejandre avait commencé la pré-production de sa prochaine telenovela. Le tournage de la telenovela a commencé le 6 novembre 2023 à Chapultepec à Mexico. Le développement des scénarios est confié à Katia Rodríguez Estrada et Doménica Tarello avec une commande de 130 épisodes.

### Casting
Le 9 novembre 2023, Gabriela Spanic, Amairani, Magda Karina, Eugenia Cauduro, Francisco Gattorno et Eric del Castillo ont été annoncés comme faisant partie du casting. Le 11 octobre 2023, Emmanuel Palomares a été confirmé comme protagoniste de l'histoire. Le 17 octobre 2023, Kimberly Dos Ramos a été annoncé pour jouer en face d'Emmanuel Palomares, Gala Montes et Josh Gutiérrez étant les antagonistes de l'histoire.

## Diffusion
- Las Estrellas (2024)
- Univision (2024)
- La 1ère (2025)

## Autres versions
- Liens de sang (2010-2011)